# U Čtvrtečkova mlýna
U Čtvrtečkova mlýna je přírodní památka poblíž obce Dobřany v okrese Rychnov nad Kněžnou. Důvodem ochrany je bohatá populace bledule jarní (Leucojum vernum) a společenstva vlhkých luk.